# Eamon Martin
Eamon Columba Martin (Derry, 30 de outubro de 1961) é um prelado irlandês da Igreja Católica, arcebispo de Armagh e o Primaz de Toda Irlanda.

## Início da vida e educação
Martin nasceu em Derry em 1961, tendo 11 irmãos. Após sua educação primária em St Patrick, Pennyburn, Derry, ele entrou no St Columb's College. Sua formação sacerdotal ocorreu no St. Patrick's College, Maynooth, onde se graduou com um BD (Hons) em Teologia e um bacharelado (Hons) em Ciências Matemáticas pela NUI Maynooth.

## Ministério presbiteral
Em 28 de junho de 1987, Martin foi ordenado padre para a diocese de Derry por Edward Daly, então bispo de Derry. Após a ordenação, ele serviu como pastor associado na catedral da Diocese de Derry de 1987 até 1989. Ainda concluiu estudos de pós-graduação em ensino pela Queen's University Belfast (1989-1990) e obteve o Mestrado em Educação na Universidade de Cambridge (1998-1999).
Ele foi então nomeado como professor de St Columb's College, em Derry, onde trabalhou de 1990 a 1998. Martin continuou seus estudos no St Edmund's College, Cambridge, de 1998-1999, onde obteve um MPhil em desenvolvimento escolar. De 1999 a 2008, ele atuou como presidente do St Columb's College.
Depois disso, serviu dois anos como secretário-geral da Conferência dos Bispos Católicos da Irlanda, antes de ser chamado de volta à diocese natal em 2010 para servir como vigário-geral. Quando o bispo Séamus Hegarty renunciou em novembro de 2011, o padre Eamon Martin foi eleito como administrador diocesano. Em 2011 ele foi nomeado Capelão de Sua Santidade.
Ele também foi um colaborador regular do Thought for the Day e do Prayer for the Day na BBC Radio 4, e celebrante e pregador no Sunday Morning Worship na BBC Radio Ulster, bem como em outros programas na RTÉ e no BBC World Service.
Em 2012, Martin publicou planos para reformar radicalmente a educação pós-primária católica na diocese, com o objetivo de acabar com a seleção acadêmica e a educação de sexo único, bem como criar duas novas faculdades de ensino médio em Derry.

## Ministério episcopal
Em 18 de janeiro de 2013, Martin foi nomeado arcebispo coadjutor de Armagh. Martin disse que ficou chocado quando soube da nomeação. "Estou muito consciente da grande confiança que o Santo Padre depositou em mim, mas na verdade tenho que admitir que foi com considerável nervosismo e receio que aceitei seu chamado", disse ele. O bispo emérito de Derry Edward Daly disse que Martin era visto como "um par de mãos limpas" depois dos escândalos de abuso da igreja. "Ele não carrega nenhuma bagagem do passado com ele", disse o bispo.
Em 21 de abril de 2013, Martin foi consagrado pelo cardeal Seán Baptist Brady, na Catedral de São Patrício, Armagh; os principais co-consagradores foram Charles John Brown, Núncio Apostólico na Irlanda, e Gerard Clifford, Bispo Auxiliar de Armagh.
Em 8 de setembro de 2014, com a aposentadoria de Seán Brady, Martin tornou-se arcebispo de Armagh e Primaz de Toda Irlanda. Um relatório de imprensa na época referia-se a Eamon Martin como um "desconhecido" relativo em Roma, com visibilidade zero no Vaticano.
Ele é um membro honorário do St. Edmund's College, em Cambridge.
Após a renúncia de John McAreavey como Bispo de Dromore em 26 de março de 2018 e a subsequente aposentadoria de Philip Boyce como administrador apostólico, Martin foi nomeado Administrador Apostólico de Dromore pelo Papa Francisco em 15 de abril de 2019.

## Opiniões

### Aborto
Martin disse em uma entrevista em 2013 que qualquer legislador que apoia claramente e publicamente o aborto não deve procurar receber a comunhão, já que os legisladores que apoiam o aborto estão se excomungando.

### Abuso infantil
Em 2013, Martin abordou os escândalos de abuso que foram expostos nas últimas duas décadas. "Um dos maiores desafios enfrentados pela nossa Igreja é reconhecer, viver e aprender com o passado, incluindo o terrível trauma causado pelo abuso", disse ele.
Martin também é diretor do Conselho Nacional para Salvaguardar as Crianças na Igreja Católica - o órgão criado na sequência de amplos escândalos de abuso clerical na Irlanda. Em sua nomeação, ele disse que um dos maiores desafios enfrentados pela igreja era viver e aprender com o passado. Ele disse em uma conferência de imprensa em Armagh que a igreja "nunca pode dar como certo que os sistemas de salvaguarda que temos instalados são robustos e à prova de falhas, então temos que continuar trabalhando nisso".

### Casamento entre pessoas do mesmo sexo
Martin disse que a Igreja Católica sentiu uma sensação de "luto" após o resultado do referendo sobre casamento entre pessoas do mesmo sexo. O secretário de Estado do Vaticano, cardeal Pietro Parolin, considerou o resultado do referendo sobre o casamento entre pessoas do mesmo sexo uma "derrota para a humanidade". Martin disse a Sean O'Rourke, da RTÉ Radio Onemostre que os comentários do cardeal expressam "nossa convicção profundamente segura sobre o significado do matrimônio". "Uma das dificuldades do debate foi que tivemos duas discussões paralelas em curso. Uma era sobre o significado de casamento e a outra era sobre respeitar os gays e mostrar tolerância", disse ele. "Acho que o que o cardeal Parolin estava expressando era nossa profunda convicção sobre o significado do casamento", disse Martin. "Ele disse três coisas. Ele disse, olhe, estou entristecido pelo resultado que acho que muitas pessoas neste país também estão. Ele disse que isso não é apenas uma derrota para os princípios cristãos, é uma derrota para a humanidade. Eu acho que o que ele estava tentando fazer era expressar a perda que ocorreu aqui e nós sentimos que é uma perda, algo muito singular e precioso foi perdido".

### Irlanda do Norte
Martin expressou seu apoio a uma Irlanda unida dizendo: "Eu acredito que a Irlanda deveria ser uma e gostaria de trabalhar para isso, e continuar a trabalhar para isso, por meios pacíficos e por persuasão, reconhecendo que há muitas pessoas nesta ilha que não querem isso." Ele também disse: "Na medida em que eu acho que a fronteira entre a Irlanda do Norte e o resto da Irlanda se tornou cada vez menos importante, eu gostaria de ver essa tendência continuar".

### Pandemia do COVID-19
Em declarações ao programa News at One, da RTÉ Radio 1, em 29 de outubro de 2020, Martin criticou a imposição de uma proibição a todo o culto público na República da Irlanda com a introdução de restrições de Nível 3 durante a pandemia de COVID-19, afirmando que tal proibição havia sido imposta sem qualquer consulta significativa aos líderes religiosos da ilha. Ele afirmou ainda que não tinha conhecimento de qualquer evidência de que os edifícios das igrejas tivessem sido uma fonte de contágio ou de propagação da doença.